# Sarenpout Ier
Le prince Sarenpout Ier, fils de Sat-seni, est nomarque d'Assouan et gouverneur de Nubie sous le règne de Sésostris Ier. Il conduit la politique nubienne du souverain comme l’annonce le texte biographique qu’il fait reproduire dans sa tombe. Sarenpout a été nommé prince d'Abou par le pharaon, pour sa dévotion au roi, comme tous les gouverneurs de la région. Une de ses statues, découverte à Kerma, rappelle qu’il serait sans doute à l’origine de la construction de la forteresse de Bouhen.
En l'an 18 du règne de Sésostris Ier a lieu la première campagne militaire vers le pays de Kouch. Celle-ci amène le roi en personne à la forteresse de Bouhen, qui marque alors la frontière sud de l'Égypte. À Assouan, Sarenpout Ier mentionne le passage de l'expédition et les récompenses reçues pour l'acheminement de la flotte en amont de la première cataracte.
Son autobiographie dans sa tombe de la nécropole d’Assouan à Qubbet el-Hawa, est « en double », l'une inscrite en façade de la porte d’entrée, l'autre pratiquement à l’identique à l’intérieur de la tombe.